# Verde esmeralda
Esmeralda o verde esmeralda es un color verde azulado, semitransparente, de saturación fuerte y de textura visual vítrea brillante. Se basa en la estructura y el color de la variedad de berilo llamado esmeralda, gema compuesta por berilio, silicato de alúmina y óxido de cromo.

## Tipos
Las esmeraldas pueden tener una importante variedad de tonos que pueden ir del verde al turquesa y en intensidad van de claros a oscuros, ya que el berilo puro es transparente, por lo que su colorido depende de la cantidad de cromo y la presencia de hierro para definir su color. Algunos ejemplos:
|                              | Esmeralda claro                                                                       | Verde esmeralda                                                               | Esmeralda estándar                                                        |
|                              |                                                                                       |                                                                               |                                                                           |
| Ejemplos de piedra esmeralda |                                                                                       |                                                                               |                                                                           |
| HTML                         | #00FFBF                                                                               | #50C878                                                                       | #009D71                                                                   |
| RGB                          | (0, 255, 191)                                                                         | (80, 200, 100)                                                                | (0, 157, 113)                                                             |
| HSV                          | (163°, 100 %, 62 %)                                                                   | (140°, 60 %, 78 %)                                                            | (166°, 100 %, 60 %)                                                       |
| Descripción                  | Tono verde cian del círculo cromático. Es espectral con una longitud de onda de 516nm | Verde esmeralda de acuerdo con el diccionario de color de Maerz & Paul (1930) | «Esmeralda» normalizado en inventarios de colores y catálogos cromáticos. |

Gran variedad de colores esmeraldinos han influido en el vestido y accesorios de moda. La denominación de color «esmeralda» incluye al conjunto de las coloraciones similares al color estándar, denominadas esmeraldinas:
| HTML       | #00A480             | #00916E             |
| CMYK       | (85, 0, 64, 0)      | (95, 0, 71, 10)     |
| RGB        | (0, 164, 128)       | (0, 145, 110)       |
| HSV        | (167°, 100 %, 64 %) | (166°, 100 %, 57 %) |
| Referencia | [ 1 ]               | [ 1 ]               |

## Como pigmento
Se ha llamado «verde esmeralda» al color proporcionado por varios pigmentos de diferente composición:

### Verde de Schweinfurt
Artículo principal: Verde de Schweinfurt o de París.
El «verde de Schweinfurt» era un pigmento verde compuesto de acetoarseniato de cobre que se fabricó industrialmente en Schweinfurt, Alemania, a partir de 1814. A pesar de su hermoso color y buenas cualidades para toda clase de usos (pintura artística, tintes para telas, tintas de impresión), era muy tóxico, por lo que hacia 1880 su uso comenzó a declinar y finalmente se abandonó.

### Viridián
El «viridián» es un pigmento verde vivo semioscuro, compuesto por una mezcla de óxido de cromo hidratado y algo de anhídrido bórico (2Cr2O3 · H2O o CrO3 · 2H2O), que comenzó a fabricarse industrialmente en Francia a partir de 1860. Es un pigmento resistente a la luz, buen colorante, inalterable ante álcalis, ácidos y gases, que puede mezclarse libremente con otros pigmentos y emplearse en todas las técnicas de pintura.

### Pigmentos pictóricos actuales
Tradicionalmente se comercializan bajo la denominación de «verde esmeralda» varios pigmentos verdes para uso en pintura artística, cuya coloración va de oscura a muy oscura, y su saturación de muy profunda a fuerte. Debajo se da una muestra de uno de estos colores pictóricos, incluyendo su aspecto una vez aclarado con blanco.
|            | Verde esmeralda     | Verde esmeralda aclarado | Verde esmeralda    |
| HTML       | #00554E             | #006E66                  | #3EB489            |
| CMYK       | (100, 65, 80, 0)    | (100, 40, 70, 0)         | (66, 0, 24, 20)    |
| RGB        | (0, 85, 78)         | (0, 110, 102)            | (62, 180, 137)     |
| HSV        | (175°, 100 %, 33 %) | (176°, 100 %, 43 %)      | (158°, 66 %, 71 %) |
| Referencia | [ 1 ]               | [ 1 ]                    | [ 8 ]              |

## Galería

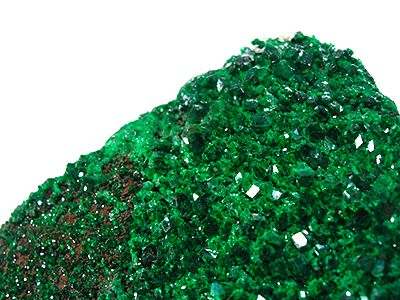
Mineral uvarovita
Bandera de Bangladesh
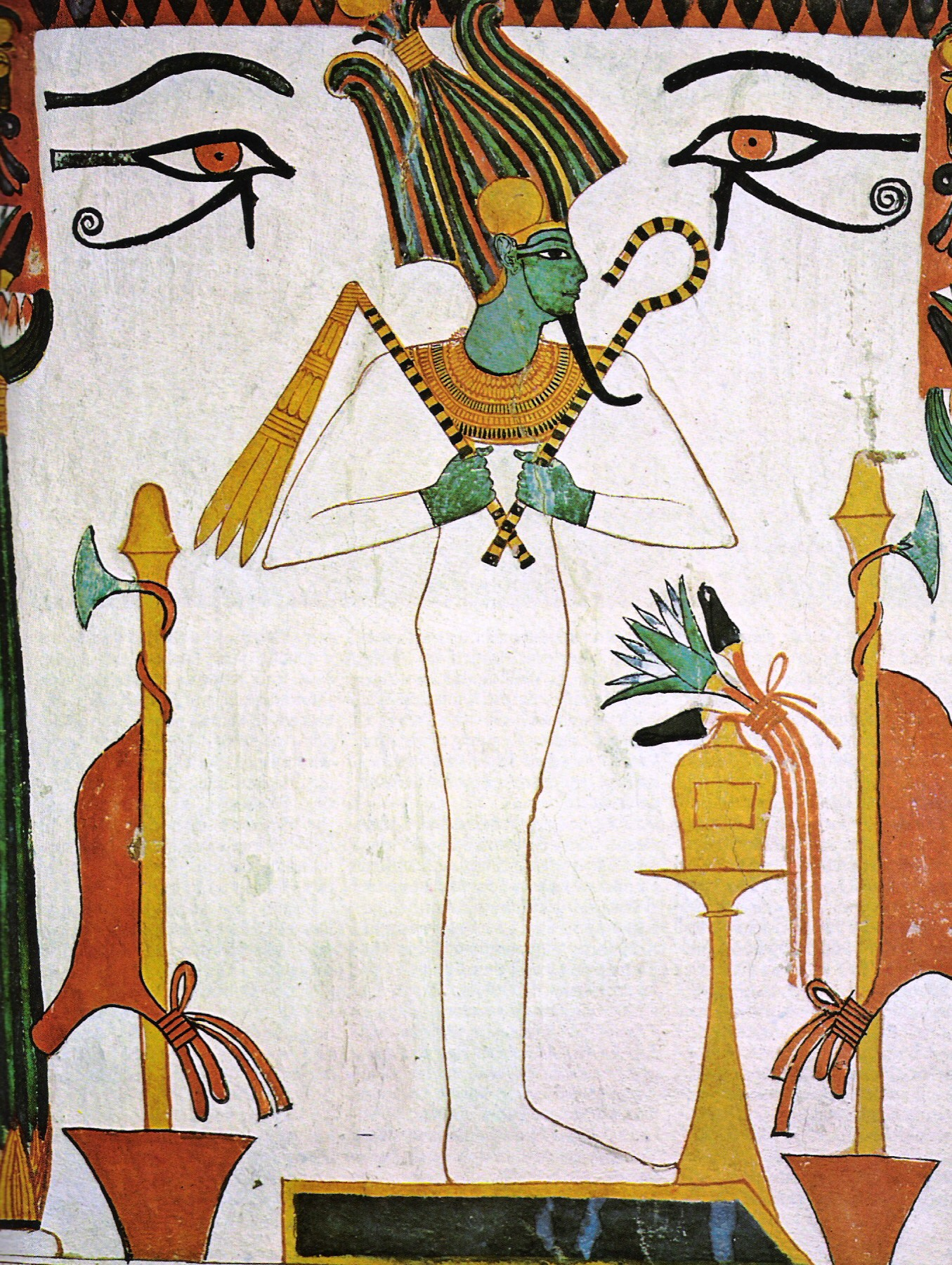
Los antiguos egipcios representaban a Osiris con piel verde, significando el renacer de la vegetación
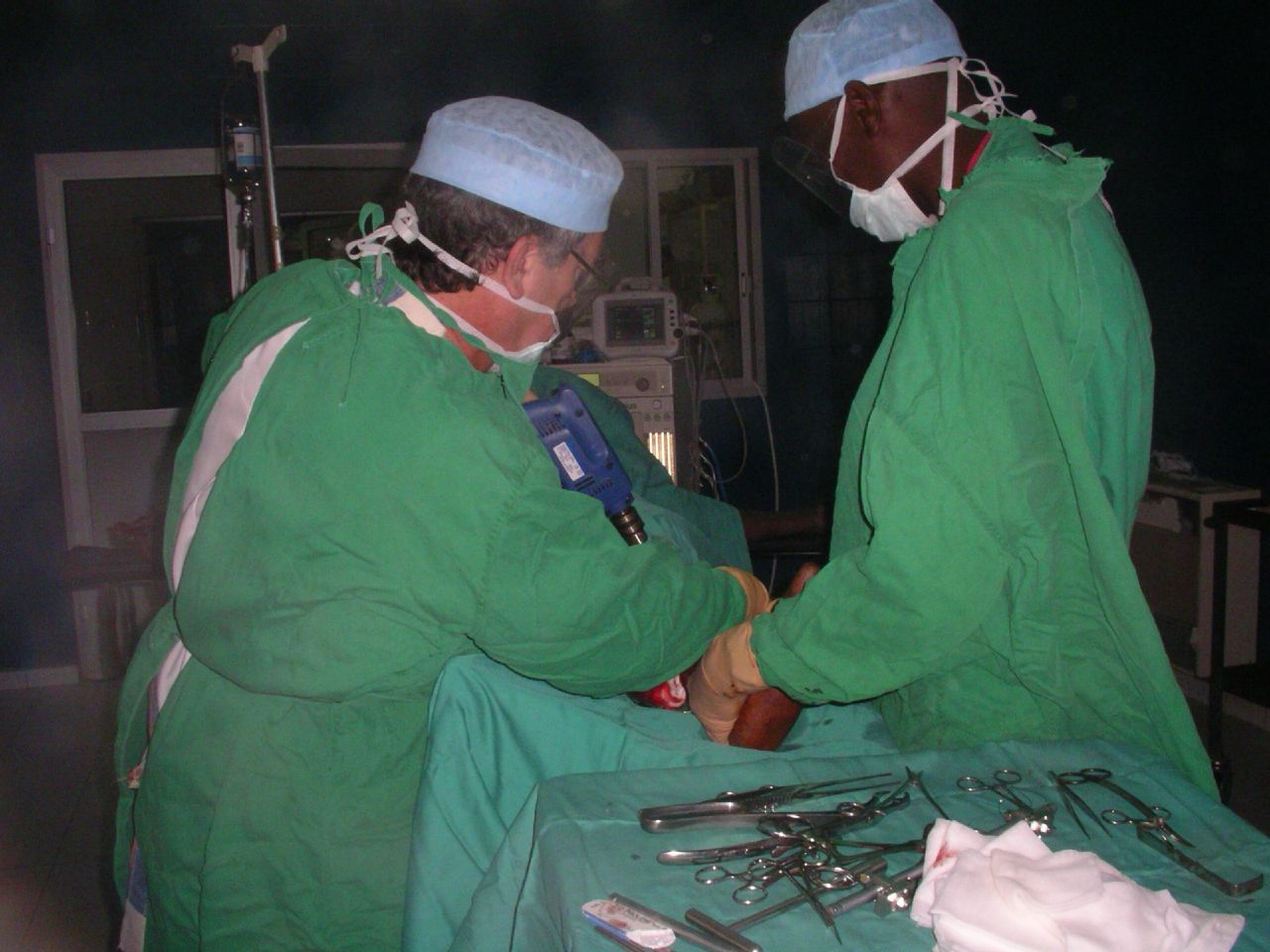
Indumentaria quirúrgica